# Neotanais persephone
Neotanais persephone är en kräftdjursart som beskrevs av Messing 1977. Neotanais persephone ingår i släktet Neotanais och familjen Neotanaidae. Inga underarter finns listade i Catalogue of Life.